# البطولات الفرنسية 1897 (كرة مضرب)
في دورة رولان غاروس الدولية عام 1897 فاز في بطولة فردي الرجال اللاعب الفرنسي بول أيمي ( Paul Aymé) حين قابل في النهائي اللاعب فرانكي واردان (Francky Wardan) بنتيجة: (4-6 6-4 6-2)